# Superligaen 2008/2009
Superligaen 2008/2009 var den 19:e säsongen av Superligaen, anordnad av Dansk Boldspil-Union för att kora danska mästare i fotboll. Serien spelades mellan 19 juli 2008 och 31 maj 2009, med vinteruppehåll. Titelförsvarare var AaB.
Danska mästarna kvalificerade sig för kvalspelet till Champions League 2009/2010. Tvåan och trean kvalificerade sig för kvalomgångarna till Europa League 2009/2010. Elvan och tolvan flyttades ner till 1. division. Ettan och tvåan i 1. Division flyttades upp till Superligaen. Ursprungligen var de fyra bästa tänkta att kvalificera sig för Royal Cup 2010, men på grund av ekonomiska problem avbröts den skandinaviska turneringen för tredje året i rad.

## Upp- och nedflyttning
Följande lag flyttades upp till Superligaen efter Säsongen 2007/2008:
- Vejle BK (etta)
- SønderjyskE (tvåa)

Följande lag flyttades ner från Superligaen efter säsongen 2007/2008:
- Viborg FF (Elfte plats)
- Lyngby BK (Tolfte plats)

## Lag och städer

### Städer och arenor
| Lag             | Ort       | Arena                    | Kapacitet | P 07/08 | Första säsong |
| --------------- | --------- | ------------------------ | --------- | ------- | ------------- |
| AC Horsens      | Horsens   | Casa Arena Horsens       | 8 000     | 5       | 1929/1930     |
| AGF             | Århus     | Energi Nord Arena        | 21 000    | 10      | 1918/1919     |
| Brøndby IF      | Brøndby   | Brøndby Stadion          | 29 000    | 8       | 1982          |
| Esbjerg fB      | Esbjerg   | Blue Water Arena         | 18 000    | 7       | 1928/1929     |
| FC Köpenhamn    | Köpenhamn | Parken                   | 34 098    | 3       | 1992/1993     |
| FC Midtjylland  | Herning   | SAS Arena                | 11 809    | 2       | 2000/2001     |
| FC Nordsjælland | Farum     | Farum Park               | 10 000    | 9       | 2002/2003     |
| Odense BK       | Odense    | Fionia Park              | 15 761    | 4       | 1927/1928     |
| Randers FC      | Randers   | Essex Park Randers       | 12 000    | 6       | 1941/1942     |
| SønderjyskE     | Haderslev | Haderslev Fodboldstadion | 10 000    | 2 (D1)  | 2000/2001     |
| Vejle BK        | Vejle     | Vejle Stadion            | 10 500    | 1 (D1)  | 1940/1941     |
| AaB             | Ålborg    | NRGi Park                | 13 800    | 1       | 1918/1919     |

### Förändringar på tränarfronten
| Lag            | Avgående tränare | Anledning till avgång | Ledig tjänst     | Ersatt av         | Blev utsedd    |               |
| -------------- | ---------------- | --------------------- | ---------------- | ----------------- | -------------- | ------------- |
| AaB            | Erik Hamrén      | Kontraktet upphörde   | 30 juni 2008     | Bruce Rioch       | 1 juli 2008    | Försäsong     |
| FC Midtjylland | Erik Rasmussen   | Avgick                | 30 juni 2008     | Thomas Thomasberg | 1 juli 2008    | Före säsongen |
| AaB            | Bruce Rioch      | Fick sparken          | 23 October 2008  | Magnus Pehrsson   | 1 januari 2009 | 11            |
| Esbjerg fB     | Troels Bech      | Fick sparken          | 16 november 2008 | Ove Pedersen      | 1 januari 2009 | 12            |
| Brøndby IF     | Tom Køhlert      | Gemensamt samtycke    | 31 december 2008 | Kent Nielsen      | 1 januari 2009 | 1st           |
| AC Horsens     | Kent Nielsen     | Avgick                | 31 december 2008 | Henrik Jensen     | 1 januari 2009 | 12            |
| AGF            | Ove Pedersen     | Fick sparken          | 31 december 2008 | Erik Rasmussen    | 1 januari 2009 | 5             |
| Randers FC     | Colin Todd       | Gemensamt samtycke    | 5 januari 2009   | John Jensen       | 5 januari 2009 | 7             |
| Vejle BK       | Ove Christensen  | Fick sparken          | 17 mars 2009     | Mats Gren         | 1 juli 2009    | 12            |

### Matchställ
| Lag             | Tillverkare | Ställsponsor            | Noterbart                                                                                    |
| --------------- | ----------- | ----------------------- | -------------------------------------------------------------------------------------------- |
| AC Horsens      | hummel      | Telia Sonera            | Samma som 2007/2008                                                                          |
| AGF             | hummel      | Ceres / Faxe Kondi      | Nya hemma- och bortaställ                                                                    |
| Brøndby IF      | adidas      | KasiGroup/Unicef        | KasiGroup ersatte Codan som huvudsponsor, och gav sponsorskapet till Unicef. Nya hemmaställ. |
| Esbjerg fB      | Umbro       | Frøs Herreds Sparekasse | Nya bortaställ utan svarta ränder på sidorna                                                 |
| FC Köpenhamn    | Kappa       | Carlsberg               | Nya stall och text                                                                           |
| FC Midtjylland  | Puma        | Spar                    | Samma som 2007/2008                                                                          |
| FC Nordsjælland | H2O         | Jyske Bank              | Samma som 2007/2008                                                                          |
| OB              | Puma        | Carlsberg               | Puma ersatte Nike som tillverkare                                                            |
| Randers FC      | Umbro       | none                    | Forenede Rengøring upphörde som huvudsponsor. Nya ställ.                                     |
| SønderjyskE     | hummel      | Sydbank                 | Nya hemmaställ                                                                               |
| Vejle BK        | hummel      | Champions Club          | Samma som 2007/2008                                                                          |
| AaB             | hummel      | Spar Nord               | Samma som 2007/2008                                                                          |

## Tabeller

### Poängtabell
| Nr | Lag             | S  | V  | O  | F  | GM | IM | MS  | P  |
| -- | --------------- | -- | -- | -- | -- | -- | -- | --- | -- |
| 1  | FC Köpenhamn    | 33 | 23 | 5  | 5  | 67 | 26 | +41 | 74 |
| 2  | Odense BK       | 33 | 21 | 6  | 6  | 65 | 31 | +34 | 69 |
| 3  | Brøndby IF      | 33 | 21 | 5  | 7  | 55 | 31 | +24 | 68 |
| 4  | FC Midtjylland  | 33 | 16 | 7  | 10 | 55 | 46 | +9  | 55 |
| 5  | Randers FC      | 33 | 11 | 13 | 9  | 52 | 50 | +2  | 46 |
| 6  | AGF             | 33 | 13 | 6  | 14 | 39 | 44 | −5  | 45 |
| 7  | AaB (RM)        | 33 | 9  | 12 | 12 | 40 | 49 | −9  | 39 |
| 8  | FC Nordsjælland | 33 | 9  | 8  | 16 | 44 | 53 | −9  | 35 |
| 9  | Esbjerg fB      | 33 | 7  | 11 | 15 | 32 | 41 | −9  | 32 |
| 10 | SønderjyskE (U) | 33 | 5  | 13 | 15 | 30 | 56 | −26 | 28 |
| 11 | Vejle BK (U)    | 33 | 4  | 13 | 16 | 30 | 59 | −29 | 25 |
| 12 | AC Horsens      | 33 | 5  | 9  | 19 | 35 | 58 | −23 | 24 |

### Resultattabell
| Hemma \ Borta   | ACH | AGF | BIF | EFB | FCK | FCM | FCN | OB  | RFC | SØN | VBK | AAB | ACH | AGF | BIF | EFB | FCK | FCM | FCN | OB  | RFC | SØN | VBK | AAB |
| --------------- | --- | --- | --- | --- | --- | --- | --- | --- | --- | --- | --- | --- | --- | --- | --- | --- | --- | --- | --- | --- | --- | --- | --- | --- |
| AC Horsens      |     | 1–1 | 0–1 | 1–1 | 0–1 | 2–3 | 2–3 | 1–2 | 1–1 | 2–0 | 0–0 | 0–1 |     |     | 3–0 |     | 0–2 |     |     | 2–1 | 2–2 | 0–3 | 0–0 |     |
| AGF             | 3–1 |     | 2–1 | 3–1 | 1–0 | 2–1 | 0–3 | 2–1 | 1–2 | 2–1 | 2–1 | 1–2 | 1–0 |     | 1–0 |     |     |     | 1–0 |     |     | 0–0 | 1–1 |     |
| Brøndby IF      | 4–3 | 2–0 |     | 2–1 | 1–0 | 3–0 | 2–1 | 0–0 | 0–3 | 5–1 | 2–0 | 2–1 |     |     |     | 1–0 | 0–1 | 2–4 |     |     | 3–0 |     |     | 2–0 |
| Esbjerg fB      | 0–1 | 1–0 | 1–2 |     | 0–1 | 1–0 | 1–1 | 1–2 | 2–2 | 0–0 | 0–1 | 3–1 | 1–0 | 1–0 |     |     |     |     | 1–2 |     |     | 0–0 | 3–2 |     |
| FC Köpenhamn    | 5–2 | 1–0 | 4–0 | 1–0 |     | 3–1 | 2–1 | 0–0 | 3–3 | 4–0 | 4–1 | 3–0 | 5–2 | 2–1 |     | 0–2 |     | 2–1 | 3–1 | 2–1 |     |     |     | 3–0 |
| FC Midtjylland  | 2–1 | 2–1 | 1–1 | 3–1 | 0–3 |     | 1–0 | 4–0 | 0–2 | 2–4 | 1–1 | 2–1 | 3–1 | 3–2 |     | 1–1 |     |     | 3–0 | 1–1 |     |     | 2–0 |     |
| FC Nordsjælland | 3–1 | 0–0 | 0–2 | 1–1 | 0–3 | 0–2 |     | 1–4 | 1–1 | 0–1 | 2–1 | 2–2 | 1–2 |     | 1–2 |     |     |     |     |     | 6–1 | 0–0 | 4–1 |     |
| Odense BK       | 2–1 | 3–1 | 0–1 | 4–2 | 3–2 | 2–1 | 3–1 |     | 2–1 | 2–0 | 2–0 | 1–1 |     | 6–1 | 0–1 | 2–1 |     |     | 3–0 |     | 3–1 | 2–0 |     |     |
| Randers FC      | 5–1 | 3–1 | 0–2 | 1–1 | 1–1 | 0–0 | 3–2 | 0–0 |     | 3–1 | 1–1 | 2–2 |     | 1–1 |     | 1–0 | 0–3 | 1–2 |     |     |     |     | 3–2 | 1–2 |
| SønderjyskE     | 2–0 | 0–3 | 2–2 | 1–1 | 1–1 | 1–1 | 1–3 | 1–1 | 1–0 |     | 0–0 | 1–2 |     |     | 0–6 |     | 1–2 | 1–1 |     |     | 1–4 |     |     | 1–1 |
| Vejle BK        | 1–1 | 2–1 | 0–0 | 1–1 | 0–3 | 2–3 | 1–1 | 1–3 | 1–1 | 2–1 |     | 2–3 |     |     | 1–3 |     | 1–1 |     |     | 0–5 |     | 3–2 |     | 0–3 |
| AaB             | 1–1 | 0–2 | 0–0 | 1–1 | 3–1 | 1–2 | 1–2 | 0–3 | 1–2 | 1–1 | 0–0 |     | 2–2 | 1–1 |     | 2–1 |     | 3–2 | 1–1 | 0–1 |     |     |     |     |

## Mål
Källa: dbu.dk (danska)

### Skytteligan
| Rank | Spelare             | Lag             | Mål |
| ---- | ------------------- | --------------- | --- |
| 1    | Morten Nordstrand   | FC Köpenhamn    | 16  |
| 1    | Marc Nygaard        | Randers FC      | 16  |
| 3    | Frank Kristensen    | FC Midtjylland  | 15  |
| 4    | Gilberto Macena     | AC Horsens      | 12  |
| 4    | Peter Utaka         | Odense BK       | 12  |
| 6    | Aílton José Almeida | FC Köpenhamn    | 11  |
| 6    | Martin Bernburg     | FC Nordsjælland | 11  |
| 6    | Baye Djiby Fall     | Odense BK       | 11  |
| 6    | César Santín        | FC Köpenhamn    | 11  |
| 10   | Søren Berg          | Randers FC      | 10  |
| 10   | Jonas Borring       | FC Midtjylland  | 10  |
| 10   | Bajram Fetai        | FC Nordsjælland | 10  |

### Självmål
- Frank Hansen (Esbjerg) för Vejle (27 juli 2008)
- Sladan Peric (Vejle) for AaB (2 augusti 2008)
- Morten Rasmussen (Horsens) för Midtjylland (3 augusti 2008)
- Michael Beauchamp (AaB) för Köpenhamn (21 september 2008)
- Alexander Östlund (Esbjerg) för OB (19 oktober 2008)
- Michael Stryger (SønderjyskE) för Randers (2 november 2008)
- Michael Jakobsen (AaB) för Esbjerg (16 november 2008)
- Jacob Stolberg (SønderjyskE) för Brøndby (22 november 2008)
- Søren Berg (Randers) för Brøndby (21 mars 2009)
- Kristijan Ipša (Midtjylland) för AGF (13 april 2009)
- Adam Eckersley (Horsens) för Köpenhamn (25 april 2009)
- Sölvi Ottesen (SønderjyskE) för Midtjylland (27 april 2009)

### Hat-tricks
| Målskytt                   | Match                    | Datum            |
| -------------------------- | ------------------------ | ---------------- |
| Babajide Collins Babatunde | Midtjylland mot OB       | 10 augusti 2008  |
| Jan Kristiansen            | SønderjyskE mot Brøndby  | 22 november 2008 |
| Martin Bernburg            | Nordsjælland mot Randers | 10 april 2009    |
| Bajram Fetai               | Nordsjælland mot Vejle   | 18 maj 2009      |

## Säsongsstatistik

### Målskytte
- Säsongens första mål: Bedi Buval för Randers mot AGF (19 juli 2008)
- Snabbaste mål i en match: Frank Kristensen (17 sekunder) för Midtjylland mot Brøndby (31 maj 2009)
- Högsta vinstmarginal: SønderjyskE 0–6 Brøndby (22 november 2008)
- Flest mål i en match: Brøndby 4–3 Horsens (3 november 2008) / Köpenhamn 5–2 Horsens (7 december 2008) / Nordsjælland 6–1 Randers (10 april 2009) / OB 6–1 AGF (4 maj 2009)
- Säsongens första hat-trick: Babajide Collins Babatunde för Midtjylland mot OB (10 augusti 2008)

### Markeringskort
- Första gula kortet: Lee Nguyen för Randers mot AGF (19 juli 2008)
- Första röda kortet: Martin Pedersen för AaB mot Midtjylland (20 juli 2008)
- Snabbste röda kortet i en match: Michael Beauchamp (17 minutes) för AaB mot OB (17 augusti 2008)

### Publiksiffror
Källa: hvemvandt.dk (danska)
| Lag          | Genomsnitt | Högsta publiksiffa | Lägsta publiksiffa |
| ------------ | ---------- | ------------------ | ------------------ |
| Copenhagen   | 20 038     | 32 856             | 11 286             |
| Brøndby      | 16 908     | 26 014             | 9 689              |
| AGF          | 11 516     | 18 239             | 8 246              |
| OB           | 10 218     | 15 486             | 6 662              |
| Midtjylland  | 7 777      | 10 613             | 5 670              |
| Esbjerg      | 7 229      | 12 081             | 4 049              |
| AaB          | 7 168      | 9 470              | 5 415              |
| Vejle        | 6 524      | 10 092             | 3 429              |
| Randers      | 6 059      | 8 550              | 3 322              |
| Horsens      | 4 685      | 8 217              | 2 604              |
| Nordsjælland | 4 020      | 8 443              | 2 019              |
| SønderjyskE  | 3 420      | 6 988              | 1 609              |

## Månadens spelare
| Månad        | Vinnare                         | Tvåa                                                     |
| ------------ | ------------------------------- | -------------------------------------------------------- |
| Juli-augusti | Baye Djiby Fall (OB)            | Christopher Poulsen (Midtjylland) Tidiane Sane (Randers) |
| September    | Baye Djiby Fall (OB)            | César Santin (Köpenhamn) Stephan Andersen (Brøndby)      |
| Oktober      | Michael Krohn-Dehli (Brøndby)   | Baye Djiby Fall (OB) César Santin (Köpenhamn)            |
| November     | Michael Krohn-Dehli (Brøndby)   | Morten Nordstrand (Köpenhamn) Hans Henrik Andreasen (OB) |
| Mars         | Andreas Johansson (AaB)         | Fredrik Björck (Esbjerg) Jimmy Nielsen (Vejle)           |
| April        | Peter Utaka (OB)                | Jesper Grønkjær (Köpenhamn) Marc Nygaard (Randers)       |
| Maj          | Aílton José Almeida (Köpenhamn) | Søren Berg (Randers) Jakob Poulsen (AGF)                 |

## Anmärkningslista
1. ↑  Randers kvalificerade sig för Europa League genom Uefa:s fair play-ranking
2. ↑  AaB kvalificerade sig för Europa League genom att ha vunnit danska cupen